# Ászár
Ászár község Komárom-Esztergom vármegyében, a Kisbéri járásban.

## Fekvése
Ászár Komárom-Esztergom vármegye délnyugati, bakonyaljai részén, az Ászár–Neszmélyi borvidéken található.
Közvetlen szomszédjai: észak felől Tárkány (légvonalban 9, közúton 10 kilométerre), északkelet felől Ete (légvonalban 6, közúton 8 kilométerre), délkelet felől Kisbér (mellyel a belterületei mára teljesen összenőttek), délnyugat felől Bakonyszombathely, nyugat felől pedig Kerékteleki (mindkét utóbbi légvonalban 5, közúton körülbelül 7 kilométerre). A fontosabb környékbeli települések közül Vérteskethely 7, Császár 11 kilométerre fekszik a településtől.

### Megközelítése
Legfontosabb közúti megközelítési útvonala a Székesfehérvártól Győrig húzódó 81-es főút, ezen könnyen elérhető mindkét végponti város és az azokat érintő gyorsforgalmi útvonalak felől is. Komárom és a szlovák határ irányából (Nagyigmánd felől) a 8146-os út vezet Ászárra (Tárkányt is érintve), és érinti még a község határszélét dél felől a 8218-as út is (de ez utóbbi csak külterületeket érint, messze a falu lakott területeitől).
A hazai vasútvonalak közül a települést a Székesfehérvár–Komárom-vasútvonal és érintőlegesen a már megszűnt Környe–Pápa-vasútvonal is érintette. Megállója csak az előbbinek létesült itt: a jelenleg szintén üzemen kívül lévő Ászár megállóhely a belterület északi szélén található, a 8146-os út vasúti keresztezése mellett. Neve ellenére a mára ugyancsak megszüntetett Ászár-Keményítőgyár megállóhely nem itt, hanem Tárkány déli külterületei közt helyezkedett el.

## Története
Ászár nevével az oklevelekben 1239-ben találkozunk először, amikor a Zách nembeli Leustách fia Péter a mosoni várjobbágyok volt szőlőiből ad néhány részt a hántai prépostságnak. 1403-ban Zsigmond király Ászárról keltezte egyik oklevelét. 1489-ben Rozgonyi Istváné volt a település, aki itteni birtokát szintén a hántai prépostnak adományozta (a település az adományozólevélen Azar alakban írva szerepelt). Később Szolgagyőri György özvegyéé, majd a Meszlényi és Esterházy családoké lett.
A török időkben Ászár is – mint a környéken oly sok település – elpusztult, de idővel újratelepült.
A 18. században az Esterházy család csákvári uradalmának mintaszőlészete és pincészete alakult ki itt, mely az Ászár-neszmélyi borvidék része volt, s a középkori hagyományokra támaszkodva főként jó minőségű, zamatos ízű fehérbort termelt.
A 19. században Ászár újra fejlődésnek indult. 1896-ban hg. Schwarzenberg Alajos itt hozta létre telivérló-tenyészetét. A ménesben nevelt lovakat külföldön is szívesen vásárolták. A lótenyészet 1937-ig – tulajdonosa haláláig – fennmaradt.
A településnek a 20. században téglagyára és keményítőgyára is volt.
1977-ben a községet közigazgatásilag Kisbérhez csatolták, de a rendszerváltás után az ászáriak körében egyre erősebbé vált az újbóli önállóságra irányuló törekvés. Az első ilyen célú népszavazás (1992) eredménytelenségét követően 1999-ben újból népszavazást tartottak a különválásról, ezúttal már eredményesen. Jogilag Ászár a 2002-es magyarországi önkormányzati választással, 2002. október 20.-tól szakadt el Kisbértől.

## Közélete

### Polgármesterei
- 2002–2006: Dr. Árvai Lajos (független)[4]
- 2006–2010: Dr. Árvai Lajos (független)[5]
- 2010–2014: Dr. Mikolasek Sándor (független)[6]
- 2014–2019: Pekár Zsolt (független)[7]
- 2019–2024: Pekár Zsolt (független)[8]
- 2024– : Pekár Zsolt (független)[1]

## Népesség
A település népességének változása:
| Lakosok száma | 1713 | 1713 | 1714 | 1694 | 1649 | 1425 | 1401 |
|               | 2013 | 2014 | 2015 | 2021 | 2022 | 2023 | 2024 |

A 2011-es népszámlálás során a lakosok 90,3%-a magyarnak, 0,5% cigánynak, 0,9% németnek, 0,3% románnak, 0,2% szlováknak mondta magát (9,7% nem nyilatkozott; a kettős identitások miatt a végösszeg nagyobb lehet 100%-nál). A vallási megoszlás a következő volt: római katolikus 51,1%, református 12,6%, evangélikus 5,3%, görögkatolikus 0,2%, felekezeten kívüli 8,7% (21,6% nem nyilatkozott).
2022-ben a lakosság 92%-a vallotta magát magyarnak, 0,7% németnek, 0,5% cigánynak, 0,1-0,1% románnak, örménynek, bolgárnak, ukránnak és szlováknak, 1,3% egyéb, nem hazai nemzetiségűnek (7,9% nem nyilatkozott; a kettős identitások miatt a végösszeg nagyobb lehet 100%-nál). Vallásuk szerint 30,1% volt római katolikus, 10% református, 3,4% evangélikus, 0,2% görög katolikus, 0,4% egyéb keresztény, 1,3% egyéb katolikus, 7,8% felekezeten kívüli (46,8% nem válaszolt).

## Nevezetességei
- Fellner Jakab által épített sörház 1760-1769, ma borpinceként szolgál.
- 1831-ben épített késő klasszicista stílusú templom.
- A copf stílusú templomot 1777-ben építették. Kertjében barokk, 1778-ból való sírkő látható.
- Jászai Mari (1850–1926) színésznő két emlékhelye: szobra és az 1976 októberében megnyílt emlékház

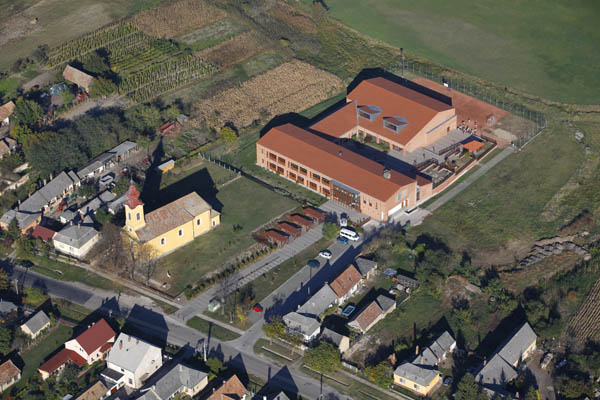
Ászár, Jászai Mari Általános iskola
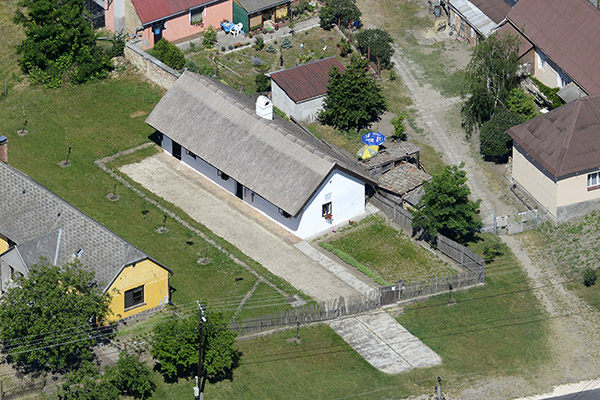
Ászár, Jászai Mari szülőháza légi fotón

## Híres szülöttei
- Itt született 1850. február 24-én Jászai Mari magyar színésznő.
- Itt született 1863. február 8-án Borsos István református lelkész, főiskolai tanár, klasszika-filológus, könyvtáros, numizmatikus.
- Itt született 1939. április 29-én Orbán Miklós Széchenyi-díjas kémikus, egyetemi tanár, a Magyar Tudományos Akadémia rendes tagja, az izotópcsere-reakciók kutatásának neves tudósa.